# Антибо, Сальваторе
Сальваторе Антибо (итал. Salvatore Antibo; род. 7 февраля 1962, Альтофонте, Сицилия) — итальянский бегун на длинные дистанции.

## Карьера
Родился 7 февраля 1962 года в Альтофонте, провинция Палермо.
На летних Олимпийских играх 1984 года в Лос-Анджелесе Антибо проявил себя как способный и выносливый бегун на средние дистанции, заняв четвёртое место в финале на дистанции 10 000 метров. Однако вскоре его затмил Альберто Кова, выигравший золотую медаль. После бронзовой медали чемпионата Европы 1986 года, уступив Стефано Меи и Кове, он вновь вернул себе популярность, выиграв серебряную медаль на дистанции 10 000 метров на летних Олимпийских играх 1988 года в Сеуле.
На чемпионате Европы 1990 года по лёгкой атлетике в Сплите он одержал победу на дистанциях 10 000 и 5000 метров, став одним из самых популярных спортсменов Италии.
В финале на дистанции 10 000 метров на чемпионате мира по легкой атлетике 1991 года в Токио Антибо финишировал последним. Он хорошо бежал в течение первой половины гонки, но во второй половине резко сбавил скорость. Спустя некоторое время стало известно, что такие остановки связаны с одной из форм эпилепсии.
Антибо ушёл из профессионального спорта после летних Олимпийских игр 1992 года из-за очередного приступа во время своего последнего забега.